# Koko Trains 'Em
Koko Trains 'Em est un court métrage d'animation américain de la série Out of the Inkwell, réalisé par Dave Fleischer et sorti en 1925.

## Fiche technique
- Titre : Koko Trains 'Em
- Réalisateur : Dave Fleischer
- Pays d'origine :  États-Unis
- Genre : animation
- Durée : 10 minutes
- Date de sortie :
  - États-Unis : 15 juin 1925